# 지윤호
지윤호 (池允浩 본명：윤병호, 尹炳護, 1991년 3월 16일 ~ )는 대한민국의 배우이다. 소속사는 화이브라더스.

## 학력
- 용산고등학교 졸업
- 중앙대학교 연극과 재학

## 출연 작품

### 드라마
- MBN 《갈수록 기세등등》 - 차윤호[2] 역 (2011년)
- SBS 《신의》 - 지호 역 (2012년)
- tvN 《고교처세왕》 - 박기훈 역 (2014)
- SBS Plus 《소녀연애사》 (2015년)
- tvN 《치즈인더트랩》 - 오영곤 역 (2016년)
- KBS2 《우리집에 사는 남자》 - 이용규 역 (2016년)
- tvN 《아르곤》 - 오승용 역 (2017년)
- MBC 《20세기 소년소녀》 - 현우 역 (2017년) (특별출연)

### 영화
- 《연애의 맛》 (2015년) - 공주 남고딩 역
- 《좋아해줘》 (2016년) - 재병 역
- 《환절기》 (2018년) - 수현 역
- 《암전》 (2019년) - 김준서 역

### 뮤직비디오
- 다비치 - 안녕이라고 말하지마 (2011년)
- 레이디스코드 - So Wonderful (2014년)

### 연극
- 《작가를 찾는 6인의 등장인물》

### 광고
- 2009 VANS 지면 광고
- 닌텐도 DS '맨투맨 영어편'
- 2016 아웃백스테이크하우스 '더 레드 스테이크' (남주혁)